# Matti Lehikoinen
Matti Lehikoinen (Espoo, 19 aprile 1984) è un ex mountain biker finlandese, specializzato nel downhill. In carriera ha vinto due prove di Coppa del mondo.

## Palmarès
- 2006

5ª prova Coppa del mondo, Downhill (Balneário Camboriú)
- 2007

2ª prova Coppa del mondo, Downhill (Champéry)

## Piazzamenti

### Competizioni mondiali
- Campionati del mondo

Sierra Nevada 2000 - Downhill Juniores: 9º
Kaprun 2002 - Downhill Juniores: 7º
Lugano 2003 - Downhill Elite: 34º
Les Gets 2004 - Downhill Elite: 14º
Livigno 2005 - Downhill Elite: 20º
Rotorua 2006 - Downhill Elite: 8º
Fort William 2007 - Downhill Elite: 6º
Mont-Sainte-Anne 2010 - Downhill Elite: non partito
- Coppa del mondo

2001 - Downhill: 64º
2002 - Downhill: 33º
2003 - Downhill: 14º
2004 - Downhill: 11º
2005 - Downhill: 11º
2006 - Downhill: 6º
2007 - Downhill: 2º
2009 - Downhill: 24º
2010 - Downhill: 13º
2011 - Downhill: 20º